# Кыпа-Катарылькы
Кыпа-Катарылькы (устар. Кыпа-Катарыль-Кы) — река в России, протекает по территории Ямало-Ненецкого автономного округа. Приток Катарыль-Кы. Длина реки составляет 21 км.
Система водного объекта: Катарыль-Кы → Таз → Тазовская губа → Карское море .

## Данные водного реестра
По данным государственного водного реестра России относится к Нижнеобскому бассейновому округу, водохозяйственный участок реки — Таз. Речной бассейн реки — Таз.
Код объекта в государственном водном реестре — 15050000112115300069695.